# Parada Angélica
Parada Angélica é um bairro de Duque de Caxias, localizado no 3º distrito do município, Imbariê.
Os moradores do bairro e visitantes podem contar com locomoção ao centro da cidade e/ou até mesmo à Central do Brasil, no Centro da Capital, através da Linha Vila Inhomirim, operada pela SuperVia.

## História

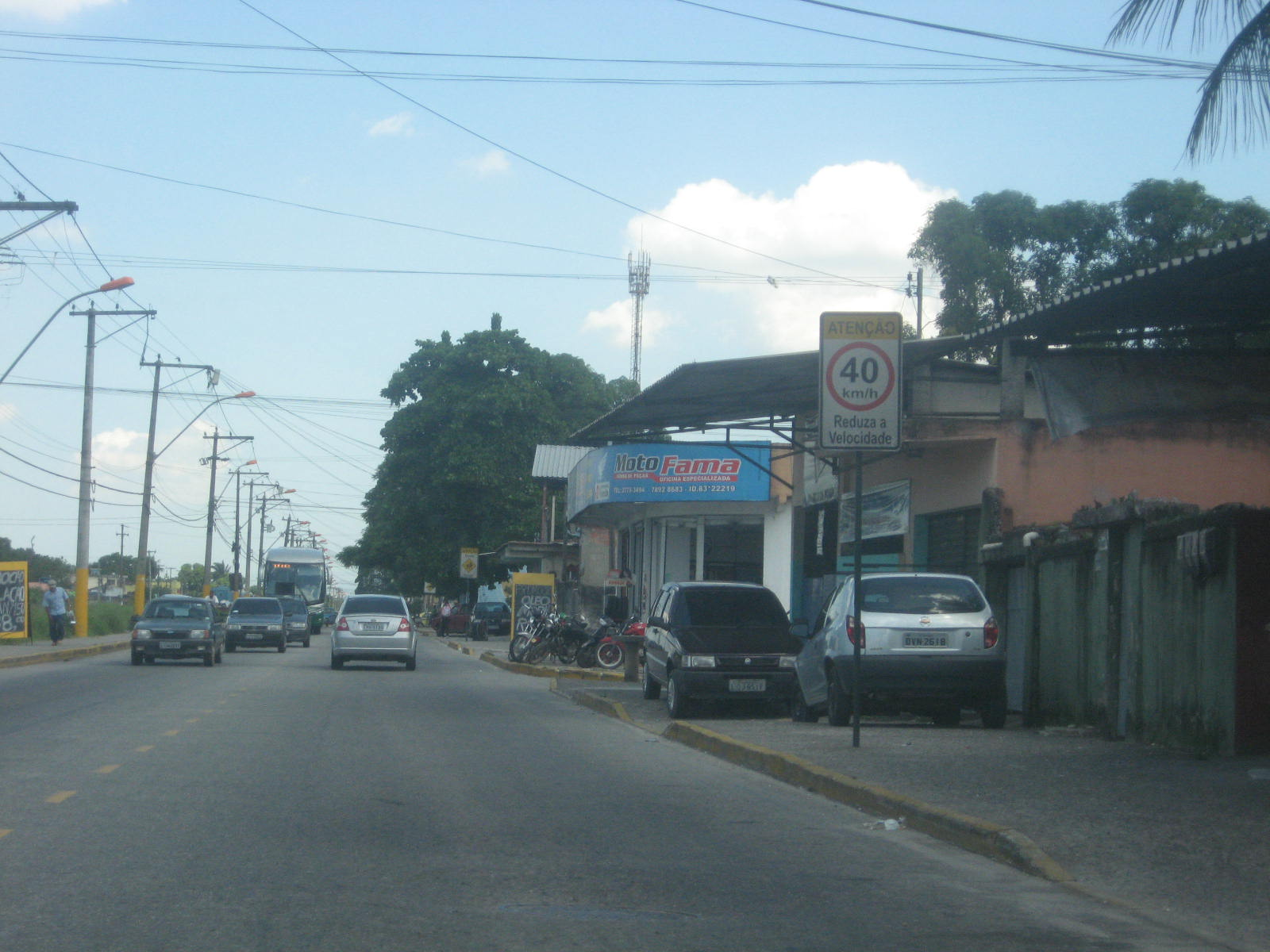
Parada Angélica

Com cerca de 14 mil habitantes, surge ao final do século XIX como ponto de parada de viajantes que subiam o caminho da Serra da Estrela com destino a Petrópolis, daí o nome "Parada Angélica". 
A ligação com a Avenida Automóvel Club tornou o bairro ponto importante na subida de automóveis à cidade serrana, isto é, em fins da década de 1940, mesmo período em que a ligação ferroviária ao Rio de Janeiro, no então Distrito Federal (EF Leopoldina) foi modernizada, com a construção da estação ferroviária atual. Sua população cresceu com o aumento da atividade industrial do município, a partir do deslocamento de populações da então capital do país em busca de melhores condições de moradia. Já nos anos 1980, o bairro assume feições de núcleo urbano, com comércio, DPO (posto policial da PMERJ), escola pública e privada, etc.
Um fato importante foi a liberação de áreas desabitadas, de propriedade da CEDAE, em 1991, para a ocupação de populações pobres, o que fez surgir alguns núcleos de favelização, que são um grande problema da região. 
Atualmente com o início das operações do Centro de distribuição das Casas Bahia, localizado na Avenida Automóvel Clube, próximo as proximidades das comunidades do Conjunto Imbariê III e do Jardim Vale do Sol, entre os bairros vizinhos de Santa Lúcia, Imbariê e Taquara, o movimento de cargas e de pessoas pela Automóvel Clube se intensificou, fato esse minorado pela duplicação parcial da estrada. O descaso do poder público é notório em grande parte do bairro, onde serviços essenciais como fornecimento de água, segurança e saúde são extremamente precários. 
- Centro
- Parque Cristovão Colombo (O famoso "inferninho")
- Vila Angélica
- Vila Araci
- Vila Bernadete
- Vila Salamandra
- Vila Irene
- Parque Santo Antônio 2
- Jardim Vale do Sol